# 小行星6342
小行星6342（英語：6342）是一颗围绕太阳公转的小行星。1993年11月7日，上田清二、金田宏在钏路市发现了此天体。
这颗小行星的绝对星等为11.61274等。